# Франчах-Санкт-Гертрауд
Франчах-Санкт-Гертрауд (нем. Frantschach-Sankt Gertraud) — ярмарочная община (нем. Marktgemeinde) в Австрии, в федеральной земле Каринтия. 
Входит в состав округа Вольфсберг.  Население составляет 2943 человека (на 31 декабря 2005 года). Занимает площадь 100,97 км². Официальный код  —  2 09 05.

## Политическая ситуация
Бургомистр общины — Ингрид Хирцбауэр (б/п) по результатам выборов 2003 года.
Совет представителей общины (нем. Gemeinderat) состоит из 23 мест.
Распределение мест:
- СДПА занимает 9 мест;
- parteilos: 8 мест;
- АНП занимает 4 места;
- АПС занимает 2 места.